# 賽克斯 (密西西比州)
賽克斯（英語：Sykes）是位於美國密西西比州克拉克縣的非建制地區。

## 歷史
賽克斯的郵局於1903年設立，其後於1915年停運。

## 地理
賽克斯所處的海拔為高於海平面97米（即318英呎），而該地所採用的時區為UTC-6，即北美中部時區（CST）。同時該地設有夏令時間，為UTC-6調快一小時，即UTC-5（CDT）。